# Sazan
Sazan ali Sazanit (italijansko Saseno, grško Σάσων, Sason) je manjši otok, ki leži na začetku Valonskega zaliva v Albaniji. Otok je nenaseljen in služi za vojaške namene, zato turistični ogledi otoka niso mogoči.

## Zgodovina
Otok je bil v antiki poznan kot Saso. Tekom zgodovine je pripadal Benetkam, a je po Napoleonovih vojnah postal del britanskega protektorata v sklopu Republike sedmih otokov.
Leta 1864 je otok skupaj z drugimi Jonskimi otoki dobila Grčija. Pred koncem druge balkanske vojne. leta 1913 sta Italija in Avstro-Ogrska prisilili Grčijo, da evakuira južni del današnje Albanije. Po odhodu Grkov je 30. oktobra 1914 otok okupirala Italija; tam je namestila tudi svojo vojsko. Okupacija je bila ratificirana z londonskim sporazumom 26. aprila 1915. Po prvi svetovni vojni je otok kot del albansko-italijanskega protokola iz leta 1920 dobila Albanija.
Otok je bil od 1920 do 1941 del Zadarske pokrajine v Italiji, leta 1941 pa je postal del Kotorske pokrajine. Albanski partizani so otok osvojili leta 1944, a je mednarodnopravno postal del Albanije šele s pariškim mirovnim sporazumom 10. februarja 1947. 

## Geografija
Sazan je največji otok v državi in najbolj zahodna točka Albanije. Strateško je na vhodu v Valonskem zalivu, v vzhodnem Otrantskem prelivu, ki ločuje [[Italija|Italijo]g od Albanije. Leži tudi na neformalnem stičišču Jadranskega in Jonskega morja znotraj Sredozemskega morja, ki je po mnenju mednarodnih znanstvenih teles južneje.
Otok je sestavljen iz apnenčastih kamnin, ki so nastale v obdobju [[kreda|krede]g, vzhodni del pa delno sestavljajo terigenske in kleistogene usedline. Ima štiri vrhove, najvišji je na 344 m nadmorske višine, sledita dva vrhova v središču 331 m in 307 m, najnižji pa 228 m v južno od otoka. Sazan ima obalo, dolgo približno 15 km, za katero so značilne peščene plaže, rti, skalnate pečine in podvodna favna. Ob njeni zahodni obali se pečine spuščajo do 40 m pod vodo. Rti otoka so Rajski zaliv (Gjiri i Parajsës), zaliv sv. Nikolaja (Gjiri i Shënkollit), rt Shënkoll, rt Kallam, rt Jug, rt Pëllumba in rt Pulbardha.
Otok ima zaradi svoje morske lege nenavadno podnebje v Albaniji. Zaradi toplih zim in vročih poletij ni sredozemsko, temveč subtropsko. Podnebje in vegetacija sta podobna tistim na jugu Krete v Grčiji, Tuniziji in celo v nekaterih delih Egipta. Rastlinski svet se od preostale Albanije razlikuje po tem, da je subtropski. Majhen tornado ali vodni izliv je bil opažen vzdolž obale, ki je prihajal v notranjost avgusta 2002.

### Rastlinstvo in živalstvo
Biogeografsko otok Sazan spada v kopensko ekoregijo ilirskih listnatih gozdov v palearktične sredozemske gozdove in makijo. Zaradi kombinacije južne geografske širine in visoke nadmorske višine ter variabilnosti podnebja so geološke in hidrološke razmere prispevale k oblikovanju edinstvenega rastlinstva znotraj otoka.
Raznolikost vegetacije je mogoče razložiti z njegovo strateško lego med zahodnim in vzhodnim Sredozemskim morjem. Na otoku živi 435 vrst (419 avtohtonih) višjih rastlin ali 8,2 % celotne vaskularne flore Albanije. Obstajajo samo endemične (Limonium anfractum) in 3 subendemične (Centaurea pawlowski, Scutellaria rupestris in Verbascum guicciardini) rastline. Razgiban relief ustvarja raznovrstna ekološka okolja za rastline, ki jih še dodatno popestrijo prevladujoči tipi kamnin, ki tvorijo kremenčev in apnenčasti teren na območju parka. Skalnata obala in apnenčaste morske pečine na južnih vogalih Sazana so dom številnih halofilnih vrst, kot sta lotus cytisoides in limonium anfractum. Gozdovi Sazana so na splošno sestavljeni iz grmovja, sklerofilnih gozdov s hrastom črnike, listnatih gozdov z gabrom in črnega jesena.
Zaradi specifične topografije, podnebnih, hidroloških in geoloških razmer je za otok značilna edinstvena vegetacija in biotska raznovrstnost. Favno predstavlja 15 vrst sesalcev, 39 vrst ptic, 8 vrst plazilcev, 1 vrsta dvoživk in 122 vrst nevretenčarjev. Poleg 15 vrst sesalcev je 8 netopirjev; med najpogostejšimi so črna podgana, mali netopir in drobni netopir. Med ptičje vrste v Sazanu z visoko ohranitveno vrednostjo je 23 ptic pevk, 5 ujed, 3 golobi in 3 hudourniki.
Dvoživke so zastopane z 1, med katerimi je zelena krastača, ki gnezdi v mokrih listnatih gozdovih in gozdnih potokih. Obstaja 8 vrst plazilcev. Sredozemski hišni gekon (Hemidactylus turcicus), grška kornjača (testudo hermanni boettgeri), želva Mauremys rivulata, žoltoplaz, črnopikčasta kuščarica, kuščar Podarcis tauricus, kača Malpolon monspessulanus in belica so prisotni v večini kamnitih in mokrih naravnih habitatov po vsem otoku.
Obstaja med 122 identificiranih vrst, vključno s 113 žuželkami, vendar je njihovo dejansko število ocenjeno na višje. Med žuželkami je 40 hroščev, 16 metuljev, 22 stenic, 20 kobilic, 5 kačjih pastirjev in 10 kožekrilcev.